# Tegenpaus Albert
Albert van Sabina (ook Adalbert, Alerik of Albertus) was tegenpaus in het voorjaar van 1101. Hij was na Clemens III en Theodorik de derde tegenpaus tegenover paus Paschalis II in de investituurstrijd.
In januari 1101 werd Theodorik, die door de keizerlijke partij (gesteund door keizer Hendrik IV) als paus was aangesteld, gevangengenomen door de troepen van zijn tegenstander Paschalis II, die door de hervormingsgezinde partij tot paus was benoemd (en door de latere kerk als de rechtmatige plaatsbekleder van Petrus werd gezien). Na de gevangenneming van Theodorik benoemden zijn aanhangers de bisschop Albertus van Sabina als zijn opvolger. Evenals zijn voorganger, maar anders dan de meeste pausen in zijn tijd bleef hij zijn eigen naam voeren. Na een pontificaat van slechts enkele maanden werd hij echter door een van zijn eigen aanhangers verraden en viel hij in handen van Paschalis II. Paschalis zette Albert gevangen in het Laurentiusklooster in Aversa.
De keizerlijke partij koos niet direct een opvolger voor Albert, maar bleef wel weigeren Paschalis als paus te erkennen. In 1105 koos de keizerlijke partij Silvester IV als nieuwe paus.